# Thomas Fröhling
Thomas Friedrich Fröhling (* 13. September 1949) ist ein deutscher Schriftsteller, Journalist sowie Gründer und Leiter des Deutschen Feng Shui Institut.

## Leben
Thomas Fröhling wurde 1949 als Sohn des Schriftstellers Fritz Fröhling geboren. Nach seiner Schulzeit arbeitete er als Journalist und Redakteur für verschiedene Zeitungen und Magazine. Als freier Schriftsteller schrieb Fröhling unter anderem als Textredakteur Beiträge für die Jugendbücher „Treff“ und erfand die Figur „Berti“, deren Pixi-Bücher er zusammen mit dem Zeichner Jan Gulbransson schuf. Außerdem verfasste er eine Biographie von Johannes Paul dem Zweiten, zu dessen 80. Geburtstag.
Besondere Bekanntheit erlangte er Anfang der 2000er Jahre unter anderem mit den Büchern „Feng Shui Heute“ und „Wohnen mit Feng Shui“, die er mit seiner Frau Katrin Martin-Fröhling zusammen verfasste. Ihre Bücher über Feng Shui wurden dabei in achtzehn Ländern verkauft und führten die Lehre auf ihre Ursprünge zurück. Fröhling leitet außerdem die „Literarische Agentur“ sowie, zusammen mit Katrin Martin-Fröhling, den Fröhling und Fröhling Verlag. Heute lebt und unterrichtet Fröhling bei Freiburg im Breisgau.

## Bücher und Schriften

### Treff SchülerWissen / Treff Jugendbücher und Leseabenteuer u.a.
- Treff Jugendbuch 97. Sach- und Jugendbuch. Velber Verlag, Seelze 1996; ISBN 3-921187-93-1
- Treff Jugendbuch 96. Sach- und Jugendbuch. Velber Verlag, Seelze 1995; ISBN 3-921187-83-4
- Treff Jugendbuch 95. Sach- und Jugendbuch. Velber Verlag, Seelze 1994; ISBN 3-921187-73-7
- Treff Jugendbuch 94. Sach- und Jugendbuch. Velber Verlag, Seelze 1993; ISBN 3-921187-63-X
- Treff Jugendbuch 93. Sach- und Jugendbuch. Velber Verlag, Seelze 1992; ISBN 3-921187-53-2
- Treff Jugendbuch 92. Sach- und Jugendbuch. Velber Verlag, Seelze 1992; ISBN 3-921187-43-5
- Treff Jugendbuch 1989. Sach- und Jugendbuch. Velber Verlag, Seelze 1989; ISBN 3-921187-20-6
- Treff Jugendbuch 1988. Sach- und Jugendbuch. Velber Verlag, Seelze 1988; ISBN 3-921187-15-X
- Treff SchülerWissen: Die Welt der Indianer. Sach- und Jugendbuch. Velber Verlag, Seelze 1995; ISBN 3-921187-88-5
- Treff SchülerWissen: Das Leben der Urmenschen. Sach- und Jugendbuch. Velber Verlag, Seelze 1994; ISBN 3-921187-78-8
- Treff SchülerWissen: Das Geheimnis der Pyramiden. Sach- und Jugendbuch. Velber Verlag, Seelze 1993; ISBN 3-921187-67-2
- Treff SchülerWissen; Band 4. Sach- und Jugendbuch. Velber Verlag, Seelze 1992; ISBN 3-921187-57-5
- Treff SchülerWissen; Band 3. Sach- und Jugendbuch. Velber Verlag; Seelze 1991; ISBN 3-921187-46-X
- Treff SchülerWissen; Band 2. Sach- und Jugendbuch. Veber Verlag; Seelze 1991; ISBN 3-921187-37-0
- Treff-LeseAbenteuer: In einem Floß über den Pazifik. Sach- und Jugendbuch. Velber Verlag, Seelze 1995; ISBN 3-921187-87-7
- Treff-LeseAbenteuer: Goldsucher im Dschungel. Sach- und Jugendbuch. Velber Verlag, Seelze 1994; ISBN 3-921187-77-X
- Treff-LeseAbenteuer: Als erster auf dem Mount Everest. Sach- und Jugendbuch. Velber Verlag, Seelze 1993; ISBN 3-921187-68-0
- Treff-LeseAbenteuer. Sach- und Jugendbuch. Velber Verlag, Seelze 1992; ISBN 3-921187-58-3
- Treff-LeseAbenteuer. Sach- und Jugendbuch. Velber Verlag, Seelze 1991; ISBN 3-921187-47-8
- Treff-LeseAbenteuer. Sach- und Jugendbuch. Velber Verlag, Seelze 1991; ISBN 3-921187-36-2

### Feng Shui Bücher u.a.
- Wohnen mit Feng Shui. Sachbuch. Bassermann Verlag, München 2011; ISBN 978-3-8094-2720-9
- Der Feng Shui Meister. Vom Ursprung der Lehre. Sachbuch. Wilhelm Goldmann Verlag; Verlagsgruppe Random Haus, München 2007; ISBN 978-3-442-16811-8
- Der Feng Shui Berater. Leben und Wohnen im neuen Jahrtausend. Sachbuch. Wilhelm Goldmann Verlag; Verlagsgruppe Random House, München 2005; ISBN 3-442-16693-4
- Feng Shui heute. Sachbuch. Mosaik Verlag, München 2003; ISBN 978-3-442-16567-4
- Beauty Feng Shui. Sachbuch. Mosaik Verlag, München 2001; ISBN 3-576-11593-5

### Feng Shui Bücher Übersetzungen u.a.
- В Доме. Sachbuch. Бертельсманн Медиа Москау АО 2000; ISBN 5-88353-061-3
- El gran libro del Feng Shui. Sachbuch. Libros Cupula, Barcelona 2005; ISBN 84-480-4700-1
- Feng Shui. Dla początkujących i zaawansowanych. Sachbuch. Świat Książki, Warszawa 2006; ISBN 978-83-247-0262-6

### Weitere Veröffentlichungen
- Drei Männer im Olivenbaum. Sachbuch. Fröhling und Fröhling Verlag, Au 2015; ISBN 978-3-00-029598-0
- Jahreszeiten der Liebe. 88 Gedichte & Zeichnungen von Thomas Fröhling. Lyrik. Fröhling und Fröhling Verlag, Au 2010; ISBN 978-3-00-033227-2
- Geburtsanzeigen.Texten und Gestalten. Sachbuch. Falken-Verlag, Niedernhausen 2000; ISBN 3-635-60027-X
- Teamentwicklung im Klassenraum. Übungsbausteine für den Unterricht. Sachbuch, Herausgegeben Heinz Klippert. Beltz Verlag; Weinhei/ Basel 1998; ISBN 3-407-62383-6
- Johannes Paul II. Ein Leben. Biographie. Ullstein Verlag, Berlin/ Frankfurt am Main 1995; ISBN 3-550-06899-9
- Neue Texte für den Anrufbeantworter. Sachbuch. Falken-Verlag, Niedernhausen 1994; ISBN 3-635-60127-6
- Laß dir graue Haare wachsen. Bilder aus der Lebensmitte. Anthologie; Herausgegeben Brigitte Heidebrecht; Verlag kleine Schritte, Trier 1991; ISBN 3-923261-27-6

### Als Herausgeber
- Feng Shui. Die Ursprünge der Naturwissenschaften in China. Sachbuch. Fröhling und Fröhling Verlag; Au 2015